# トラム (コルカタ)

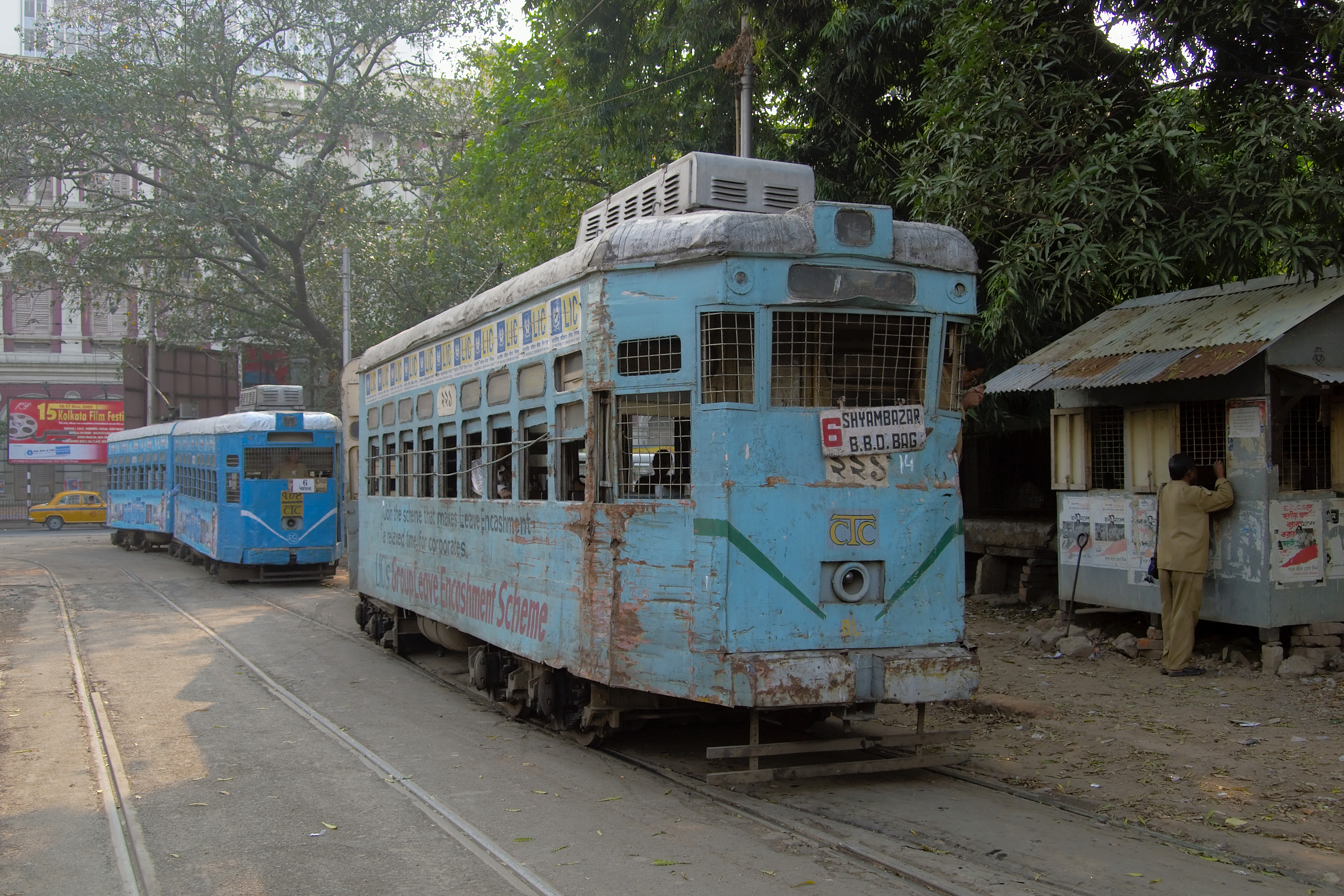
BBDバーグに入るトラム

コルカタ・トラム（英語：Kolkata Tram）とはインド・西ベンガル州のコルカタにあるトラム（路面電車）の名称である。西ベンガル州立の「カルカッタ・トラムウェイズ・カンパニー」（ベンガル語:ক্যালকাটা ট্রামওয়েজ কোম্পানি、英語:Calcutta Tramways Company、略称：CTC、カルカッタの旧名を残している）によって運営されている。現役で運行されているものとしては、アジアで最古の路面電車である。
1880年にイギリス領インド帝国の首都であったカルカッタで、馬車鉄道として運行を開始した。その後、蒸気機関車が導入されたりしたが、1902年から電化が開始された。以降、今日まで運行されており、近郊電車や地下鉄（コルカタメトロ）、バス、フェリーなどと並んでコルカタ市民の足として親しまれている。
現在、インドに残る唯一のトラムであり、27路線が運行されている（運休中の路線も含む）。運賃は1等が4ルピーまたは4.5ルピー、2等は3.5ルピーまたは4ルピー（距離によって異なる）。なお軌間は他のインドの鉄道と異なり、標準軌である。